# Obserwatorium Astronomiczne UMK w Piwnicach

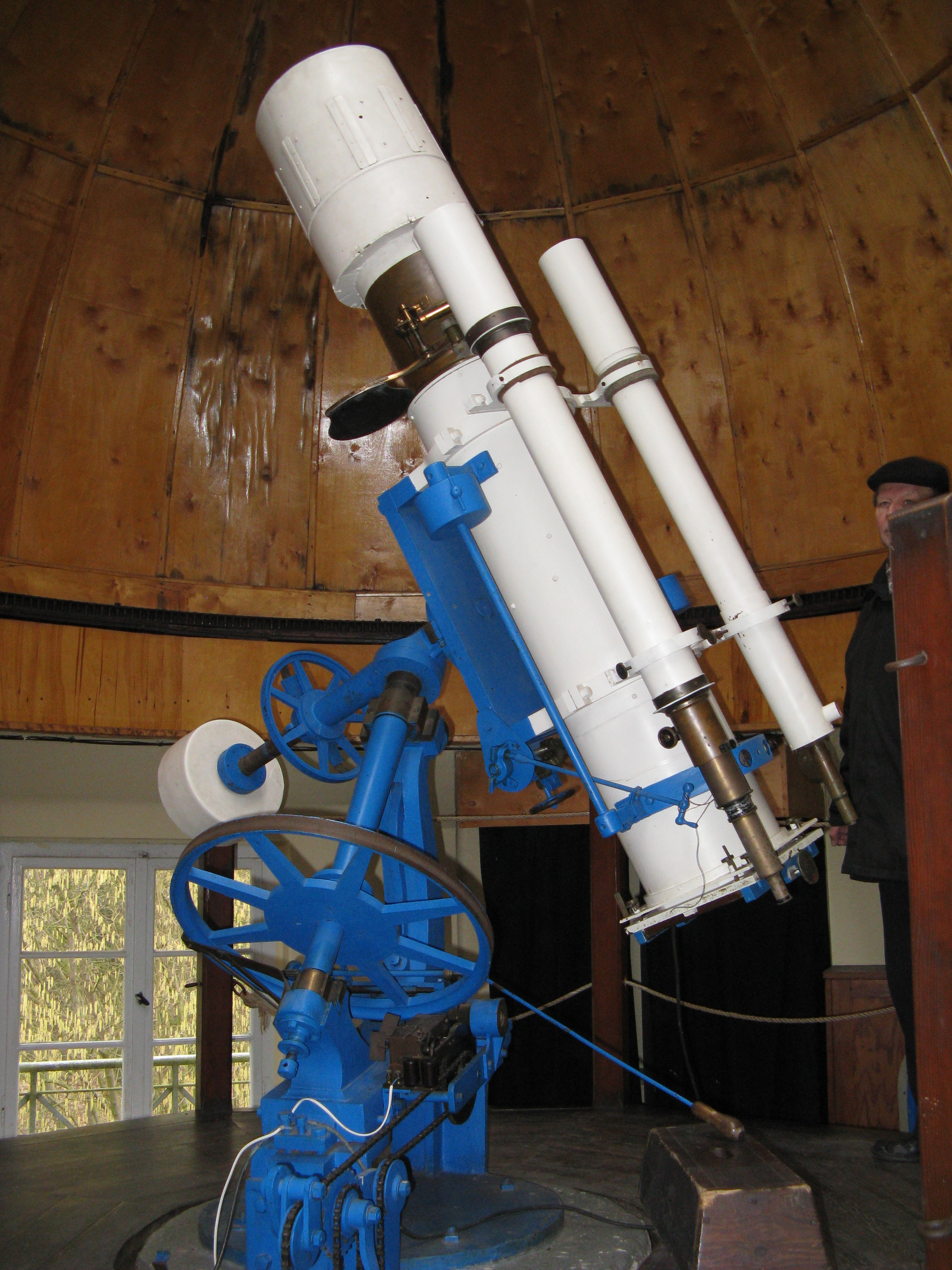
Astrograf Drapera sprowadzony do Piwnic z Harvard College Observatory w 1947 roku

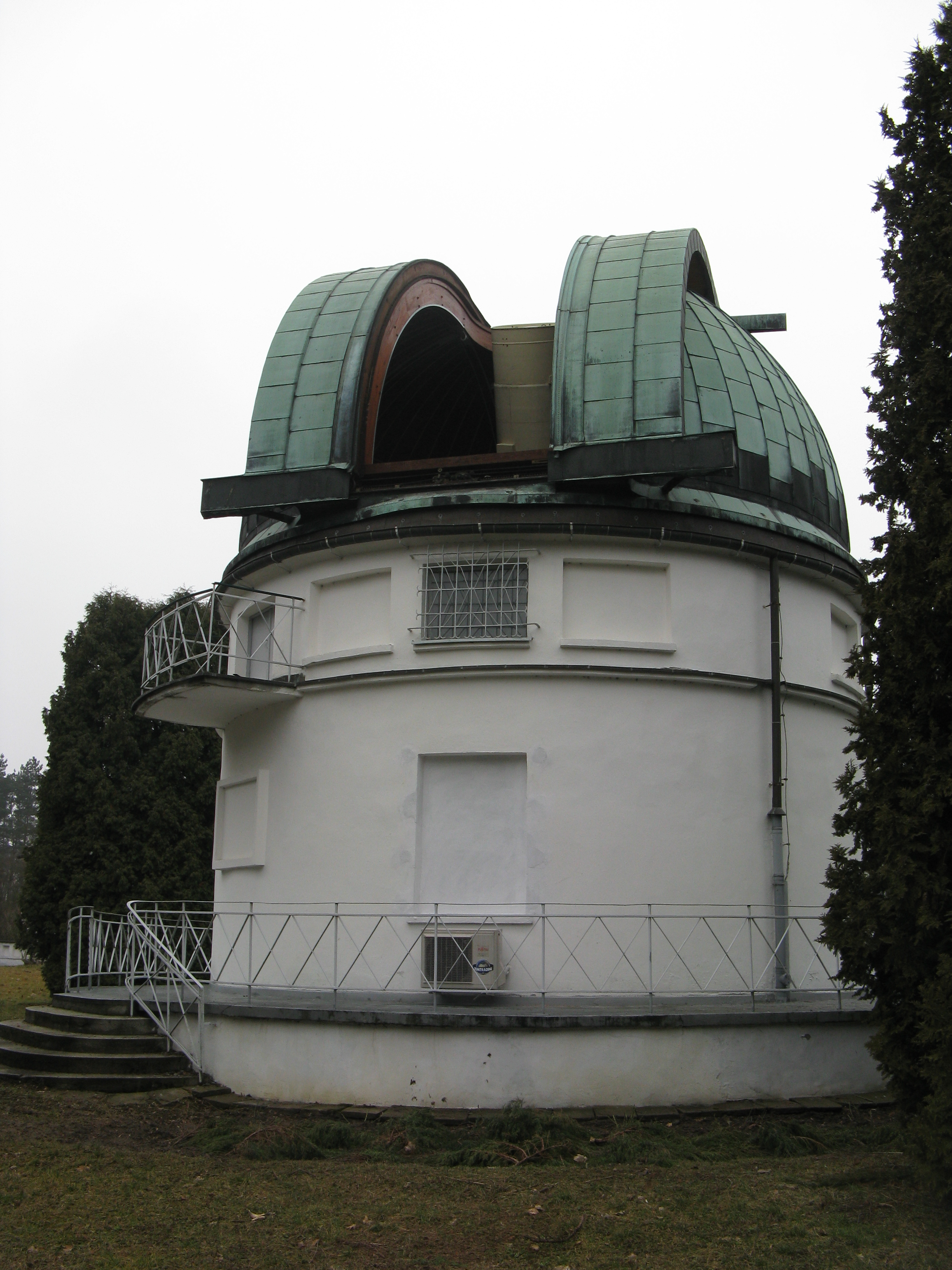
Pawilon z teleskopem Schmidta-Cassegraina

Obserwatorium Astronomiczne UMK w Piwnicach (formalnie Instytut Astronomii) – ośrodek astronomiczny Uniwersytetu Mikołaja Kopernika w Piwnicach koło Torunia, kształcący studentów Wydziału Fizyki, Astronomii i Informatyki Stosowanej, a także służący obserwacji kosmosu, badaniom naukowym, popularyzacji wiedzy o wszechświecie.

## Historia
Obserwatorium założone zostało staraniem prof. Władysława Dziewulskiego i prof. Wilhelminy Iwanowskiej, pracowników naukowych toruńskiego uniwersytetu, a poprzednio Uniwersytetu Stefana Batorego w Wilnie. Wystąpili oni z apelem o pomoc w wyposażeniu tworzonej placówki. W 1947 roku wypożyczyli na 100 lat od Harvard College Observatory astrograf Henry'ego Drapera pochodzący z 1891 roku. Astrograf został uruchomiony w 1949 roku. Pierwsza przesyłka z książkami, czasopismami i mapami nieba dotarła z biblioteki Uniwersytetu im. Adama Mickiewicza w Poznaniu, która to ofiarowała posiadane dublety. Podjęto decyzję o zlokalizowaniu obserwatorium astronomicznego w miejscowości Piwnice, ok. 13 km na północ od Torunia. Pomiędzy Piwnicami a Toruniem znajduje się pas lasów, w tym rezerwat przyrody Las Piwnicki o obszarze ponad 37 ha, ograniczający wpływ miasta na obserwacje. W 1957 roku zbudowano budynek z pomieszczeniami biurowymi, technicznymi i noclegowymi. Pięć lat później zaczął działać teleskop 90 cm systemu Schmidta-Cassegraina. W 1989 roku uruchomiono teleskop systemu Cassegraina 60 cm.
Od 2003 roku Obserwatorium realizuje unikatowy w skali świata projekt przeszukiwania nieba na częstotliwości 30 GHz w ramach programu Unii Europejskiej FARADAY.
Od 1 października 2019 roku, zarządzeniem Rektora UMK, Obserwatorium Astronomiczne UMK funkcjonuje jako Instytut Astronomii.
W 2020 roku radioteleskop RT4 przeszedł gruntowną renowację.

## Wyposażenie
Centrum astronomii umieszczono w zabytkowym XIX-wiecznym dworze, a w otaczającym go parku jesienią 1947 roku rozpoczęto budowę pierwszego budynku z rozsuwaną kopułą. Kolejne pawilony kryjące teleskopy optyczne, umieszczone w kopułach z rozsuwanymi dachami zbudowano w latach 50. i 60. XX wieku. 
Znalazły się w nich m.in:
- astrograf Henry’ego Drapera, najstarszy w Obserwatorium, wypożyczony Obserwatorium w Piwnicach na 100 lat z Obserwatorium Harvardzkiego, odrestaurowany w 2018 roku przez studentów pracowników i studentów działających w Pracowni Konserwacji Zabytków Metalowych (Wydziału Sztuk Pięknych UMK) Koło Naukowe Studentów Konserwacji i Restauracji Dzieł Sztuki UMK, Wydział Sztuk Pięknych UMK w Toruniu.
- teleskop Schmidta-Cassegraina  największy w Polsce teleskop optyczny o średnicy lustra 90 cm,
- teleskop Cassegraina o średnicy 60 cm.

W latach późniejszych profil badawczy obserwatorium skoncentrował się na radioastronomii.
Z tego względu wybudowano w nim dwa radioteleskopy:
- mniejszy z nich RT-3, o średnicy 15 m, został oddany do użytku w 1979[potrzebny przypis],
- większy RT4 Kopernik, o średnicy 32 m, oddano do użytku w 1994 (jest to największy radioteleskop w Europie Środkowej)[4].

## Wybrani pracownicy
Wśród pracowników Obserwatorium Astronomicznego są naukowców:
- prof. Władysław Dziewulski (1878–1962) – polski astronom, profesor USB w Wilnie, współzałożyciel Uniwersytetu Mikołaja Kopernika w Toruniu i Obserwatorium.
- prof. Wilhelmina Iwanowska (1905–1999) – polska astronom i radioastronom, profesor Uniwersytetu Mikołaja Kopernika, współzałożyciel Obserwatorium.
- dr Cecylia Iwaniszewska - magistra matematyki UMK (1950) i doktor astronomii UMK (1959)[6]
- prof. Aleksander Wolszczan (ur. 1946) – polski astronom, odkrywca pierwszych planet spoza Układu Słonecznego, profesor Uniwersytetu Mikołaja Kopernika, wyróżniony Torunianin XX wieku. W 1991 roku przy pomocy radioteleskopu w Arecibo (Portoryko) odkrył trzy planety poza Układem Słonecznym. W 1992 roku otrzymał Nagrodę Fundacji na rzecz Nauki Polskiej za odkrycie pierwszego pozasłonecznego układu planetarnego. Wyróżniony przez wiele instytucji naukowych i czasopism specjalistycznych, m.in.: pismo Nature jako autor jednego z 15 fundamentalnych odkryć z dziedziny fizyki upublicznionych przez wydawnictwo. Jest także profesorem na Uniwersytecie Stanowym Pensylwanii.
- prof. Andrzej Woszczyk (1935–2011) – astronom, profesor Uniwersytetu Mikołaja Kopernika, prezes Towarzystwa Naukowego w Toruniu.